# Ran Halévi
Pour les articles homonymes, voir Halévi.
Ran Halévi (né en 1950) est un historien français, directeur de recherche au CNRS, professeur au Centre d'études sociologiques et politiques Raymond Aron (EHESS/CNRS) et directeur de collections aux éditions Gallimard. Ses recherches portent sur l’histoire politique de la France, de l'Ancien Régime à la Révolution française, et sur l'histoire politique d'Israël et sur la démocratie américaine.

## Parcours
Né en 1950, Ran Halévi est titulaire d'une double licence, en histoire et en littérature française, de l'université hébraïque de Jérusalem (1975), d'une maîtrise d'histoire de l'université Panthéon-Sorbonne (1976, sous la direction de Maurice Agulhon), et d'un doctorat d'histoire politique de l'EHESS (1981, sous la direction de François Furet),.
Directeur de recherche au CNRS, il est professeur au Centre de recherches politiques Raymond Aron. Il a enseigné comme professeur invité dans de nombreuses universités à l'étranger, notamment l'université de Chicago (Committee on Social Thought), l'université de Virginie, Grinnell College, l'université de Toronto ou encore l'École normale de Pise.
Ran Halévi est directeur de collections aux éditions Gallimard (« L'Esprit de la cité », « Les Journées qui ont fait la France » et « Biographies-NRF »).
Il publie régulièrement des analyses politiques dans le quotidien Le Figaro.
Ses recherches et l'essentiel de ses travaux portent sur l'histoire politique de l'Ancien Régime à la Révolution française, sur l'histoire de l'avènement de la démocratie, sur l'histoire politique d'Israël et sur la démocratie américaine. Avec François Furet, il a publié, en 1989, les Orateurs de la Révolution française et, en 1996, La Monarchie républicaine. Ran Halévi a également consacré à François Furet un essai biographique, L'Expérience du passé. François Furet dans l'atelier de l'histoire (2007).

### Décoration
- Chevalier de l'ordre des Arts et des Lettres[5]

## Publications
- Les Loges maçonniques dans la France d'Ancien régime : aux origines de la sociabilité démocratique, Paris, Armand Colin, coll. « Cahiers des Annales », 1984
- L'Expérience du passé : François Furet dans l'atelier de l'histoire, Paris, Gallimard, 2007  (ISBN 978-2-07-078382-3)
- Le Chaos de la démocratie américaine : ce que révèle l'émeute du Capitole, Paris, Gallimard, 2022  (ISBN 978-2072973307)

### En collaboration
- Orateurs de la Révolution française. Tome I, Les Constituants, textes établis, présentés et annotés par François Furet et Ran Halévi, Paris, Gallimard, coll. « Bibliothèque de la Pléiade », 1989  (ISBN 2-07-011163-6)
- Avec François Furet, La Monarchie républicaine : la Constitution de 1791, Paris, Fayard, coll. « Les constitutions françaises », 1996  (ISBN 2-213-02790-0)
- (Dir.), Le Savoir du prince : du Moyen Âge aux Lumières, Paris, Fayard, coll. « L'esprit de la cité », 2002  (ISBN 2-213-61100-9)